# United American Lines
La United American Lines est une compagnie américaine maritime dont le nom officiel de la joint-venture est American Shipping and Commercial Corporation qui fut fondée en 1920 par William Averell Harriman (1891-1986) et dont le siège était à New York. Harriman vendit la principale compagnie transtlantique en 1926 à la Hamburg Amerika Linie (HAPAG), tandis que la petite compagnie pacifique American Hawaiian Line demeurait au sein de la compagnie, sous le nom d'origine d'United American Line.

## Paquebots

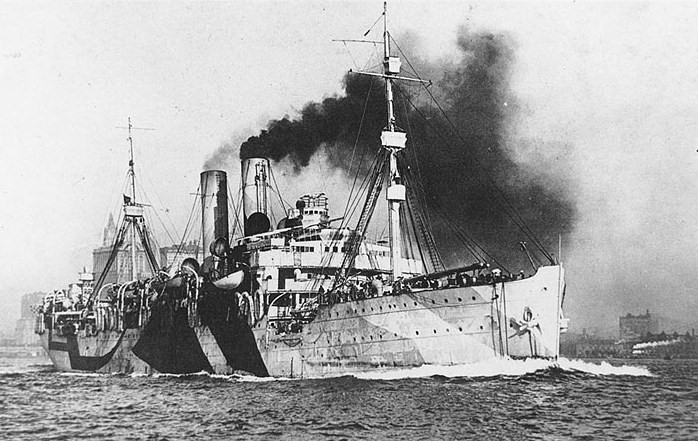
Le Mount Clay, avant d'être acheté par lUnited American Lines

- SS Cleveland (1908), anciennement à la HAPAG avant réquisition, en service de 1923 à 1926, vendu à la HAPAG
- SS Mount Carroll, en service de 1921 à 1925, vendu à la Matson Navigation Company
- SS Mount Clay (1904), anciennement Prinz Eitel Friedrich de la Norddeutscher Lloyd avant réquisition, en service de 1920 à 1925, détruit en 1934
- SS Mount Clinton, en service de 1921 à 1925, vendu à la Matson Navigation Company
- SS Reliance, anciennement Limburgia de la Koninklijke Hollandsche Lloyd, en service de 1922 à 1926, vendu à la HAPAG
- SS Resolute, anciennement Brabantia de la Koninklijke Hollandsche Lloyd, en service de 1922 à 1926, vendu à la HAPAG

## Traversées
- Transatlantique: l'itinéraire des paquebots suivait la route New York - Cherbourg - Boulogne-sur-Mer - Southampton - Plymouth - Hambourg.
- Pacifique: il y avait aussi une ligne qui allait de New York à San Francisco par le canal de Panama.